# Pangalliformes
Pangalliformes — це наукова назва тимчасової клади птахів у групі Galloanserae. Він визначається як усі птахи, більш тісно пов'язані з курками, ніж з качками. Кілька фрагментарних скам'янілостей були описані як пангалліформи з пізньої крейди (85 мільйонів років тому), особливо з Austinornis lentus. Раніше згаданий як Ichthyornis lentus, Graculavus lentus або Pedioecetes lentus, його частковий лівий тарсометатарзус був знайдений у пізньокрейдяному Остінському крейді поблизу Форт-Мак-Кінні, Техас. Цілком очевидно, що цей птах був тісно пов'язаний з Galliformes, але чи був він частиною цих птахів, чи належить до іншої маловідомої гілки Galloanserae, неясно. У 2004 році Кларк класифікував його як Pangalliformes, а не як справжні Galliformes, в очікуванні подальших знахідок скам'янілостей. Додаткові галліподібні пангалліформи представлені вимерлими родинами з палеогену, а саме Gallinuloididae, Paraortygidae та Quercymegapodiidae. У ранньому кайнозої деякі додаткові птахи можуть чи ні бути ранніми Galliformes, хоча навіть якщо вони є, малоймовірно, що вони належать до сучасних родин:
- †Argillipes (Лондонська глина, ранній еоцен Англії)
- †Coturnipes (Ранній еоцен Англії та Вірджинії, США?)
- †Paleophasianus (Вілвуд ранній еоцен округу Бігхорн, США)
- †Percolinus (Лондонська глина Ранній еоцен Англії)
- †"Palaeorallus" alienus (середній олігоцен Татал-Гол, Монголія)
- †Anisolornis (Середній міоцен Санта-Крус, Караіхен, Аргентина)

Зовсім недавно було виявлено, що Sylviornis і його сестринські таксони Megavitiornis лежать поза групою Galliformes. Це ж дослідження також представляє Dromornithidae як, можливо, ближче до Galliformes, ніж до Anseriformes, як традиційно очікується, хоча воно визнає, що в цій галузі потрібна додаткова робота.